# Frank Wessels
Frank Wessels (* 9. Juli 1960) ist ein Emder Reeder und der Vorsitzende des Deutschen Nautischen Vereins.

## Beruf
Der Diplom-Kaufmann ist Geschäftsführer des Emder Bugsier- und Bergungsgeschäfts P.W. Wessels Wwe. und der Emder Schlepp-Betrieb GmbH.

## Ehrenämter
- Als Vorsitzender des Nautischen Vereins zu Emden (seit 1996)[1] war Frank Wessels unter anderem maßgeblich am Erfolg des 32. Deutschen Seeschifffahrtages beteiligt.[2]
- Als Vorsitzender des Deutschen Nautischen Vereins (seit Februar 2011)[3] hat er das Ziel, die maritimen Themen im öffentlichen Bewusstsein stärker zu verankern.[2]
- Frank Wessels ist Vorsitzender des Arbeitgeberverbands für Ostfriesland und Papenburg[4]